# Joe Arroyo

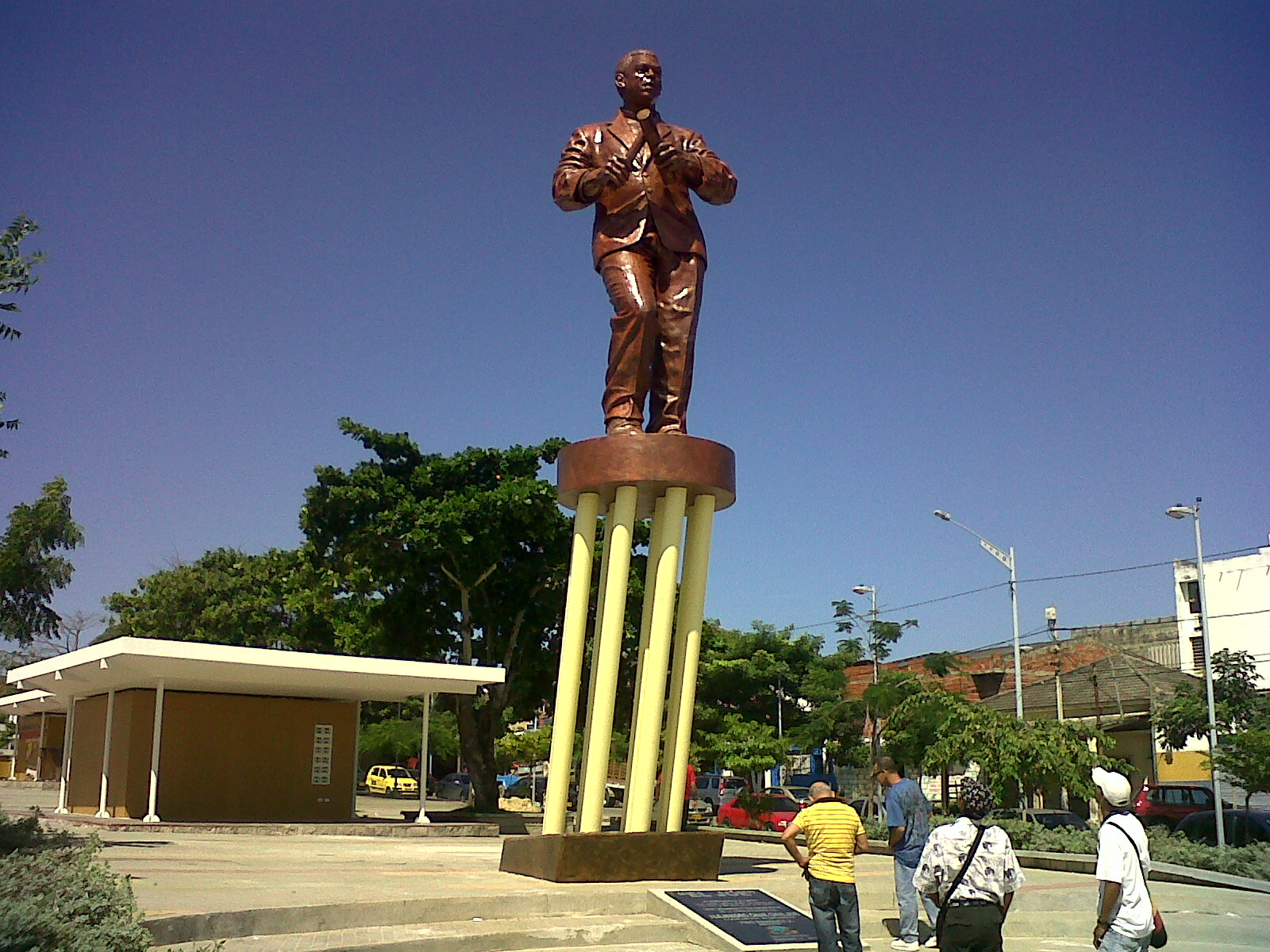
Statue in Barranquilla

Joe Arroyo (bürgerlicher Name: Álvaro José Arroyo González; * 1. November 1955 in Cartagena; † 26. Juli 2011 in Barranquilla), war ein kolumbianischer Sänger und Komponist.

## Biografie
Die ersten öffentlichen Auftritte gab er im Alter von acht Jahren als Sänger bei Tanzveranstaltungen in seiner Heimatstadt. 1971 wurde sein Talent von Ernesto Estrada, dem Produzenten von Fruko y sus Tesos entdeckt, woraufhin er zehn Jahre lang Mitglied bei dieser Formation war. 1981 gründete er seine eigene Gruppe La Verdad in deren Musik er verschiedene Stile, wie z. B. Salsa, Compás, Merengue, Reggae und Soca mischte. 1983 wäre seine Karriere beinahe zu Ende gewesen, als gesundheitliche Probleme und Drogenabhängigkeit ihn beinahe das Leben gekostet hätten. Es gelang ihm aber schließlich, diese Krise zu überwinden und seine Karriere als Musiker fortzusetzen. Er starb an Multiorganversagen nach einem Herzinfarkt, den er am 29. Juni 2011 erlitten hatte.

## Musikalische Erfolge
Einer der größten Hits war 1986 Rebelión, der von der Auflehnung eines afrikanischen Sklaven im Cartagena des 17. Jahrhunderts handelte. Das Lied La Noche wurde durch den kolumbianischen Sänger Juanes über Südamerika hinaus bekannt. 2011 erhielt Arroyo postum  Lifetime Achievement Award für sein Lebenswerk.

## Diskografie
(Auswahl)
- Arroyando (1981)
- Con Gusto y Gana (1981)
- El Campeón (1982)
- Actuando (1983)
- Hasta Amanecé (1984)
- Me le Fugué a la Candela (1985)
- Musa Original (1986)
- Echao Pa' Lante (1987)
- Fuego En Mi Mente (1988)
- En Acción (1989)
- La Guerra de los Callados (1990)
- Toque de Clase (1991)
- Fuego (1993)
- Sus Razones Tendrá (1994)
- Mi Libertad (1995)
- Reinando en Vida (1996)
- Deja Que Te Cante (1997)
- Cruzando el Milenio (1998)
- En Sol Mayor (1999)
- Marcando Terreno (2001)
- Se Armo la Moña en Carnaval (2005)
- El Súper Joe (2007)